# Sadio Tounkara
Sadio Tounkara (Bamako, 27 aprile 1992) è un ex calciatore maliano, di ruolo centrocampista.

## Carriera
Ha giocato nella massima serie dei campionati azero, cipriota ed estone. Ha inoltre disputato 7 partite nei turni preliminari di Europa League.